# Теломер
Теломе́p (англ. telomer) — продукт теломеризації, олігомер, що складається з молекул, які мають кінцеві групи, що не здатні в умовах синтезу до реакції приєднання мономеру з утворенням більших молекул полімеру того ж хімічного складу (Cl3C(CH2CHPh)nBr, де 1< n < 10).